# 斯塔伊拉

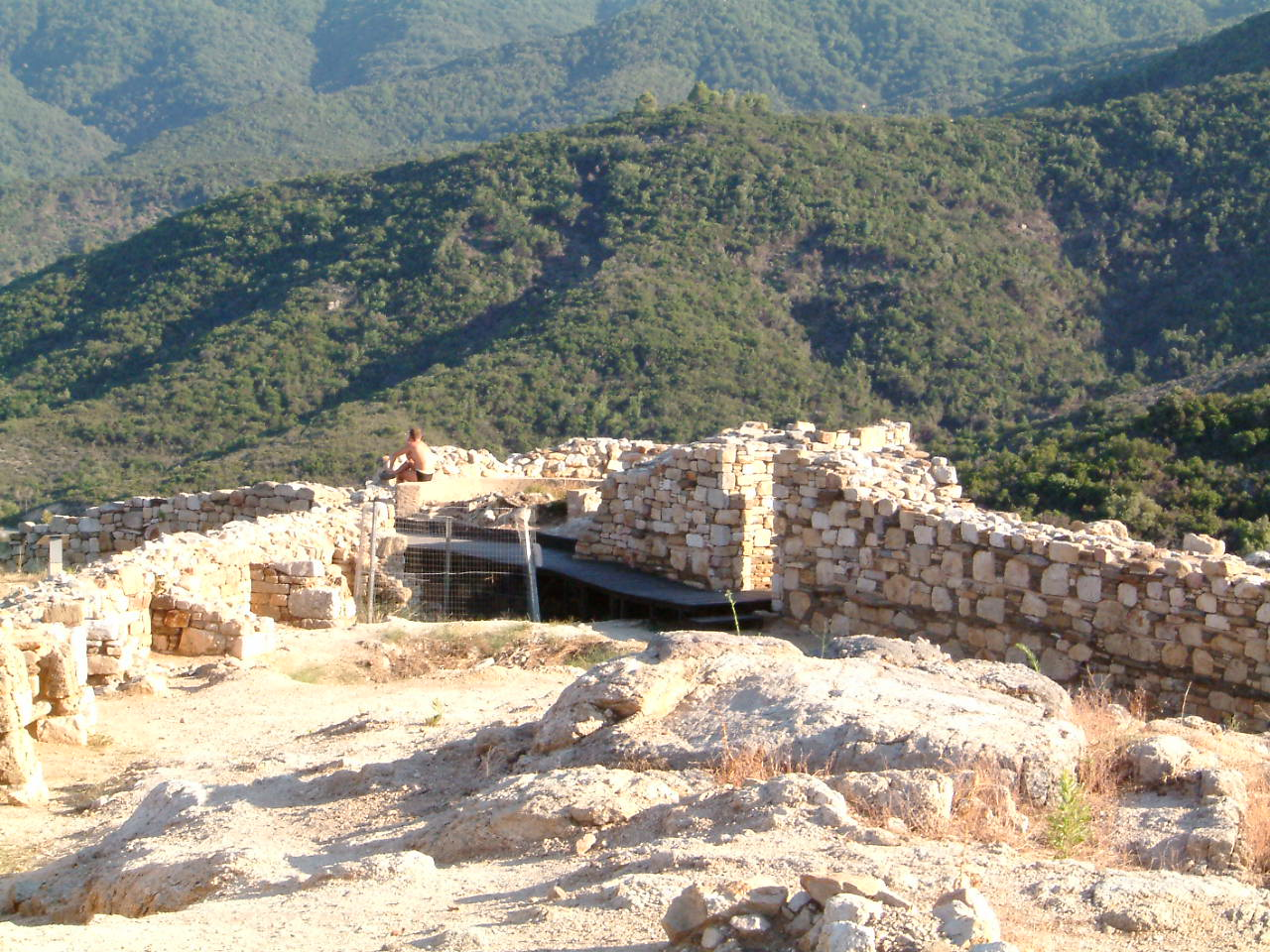
古城遗址

斯塔伊拉（希臘語：Στάγειρα）是一个希腊古城，位于中马其顿哈尔基季基半岛东部海岸附近，始建于公元前655年，公元前480年由波斯薛西斯一世征服，公元前348年马其顿的腓力二世占领并将该城摧毁，后重建。以古希腊哲学家亚里士多德的出生地而知名。